# Dictyodroma heterophlebia
Dictyodroma heterophlebia là một loài thực vật có mạch trong họ Woodsiaceae. Loài này được (Mett. ex Baker) Ching miêu tả khoa học đầu tiên năm 1964.